# Avontuur Railway
| Güterverkehr im März 2009 Nähe Kruisfontain |                     |                                      |                                     |
| |                     |                                      |                                     |
| Streckenlänge: | 285 km              |                                      |                                     |
| Spurweite: | 610 mm (2-Fuß-Spur) |                                      |                                     |
| |                     |                                      |                                     |
| \| \| 0,0 \| Gqeberha (Port Elizabeth) \| 4 m \| \| \| 1,5 \| Humewood Road \| 21 m \| \| \| 4,4 \| Valley (Junction) \| 51 m \| \| \| \| ehem. Walmer Branch (1906–1928) \| \| \| \| 7 \| Emerald Hill \| 80 m \| \| \| \| Walmer \| \| \| \| 10 \| Bog Farm (Walmer Road) \| 116 m \| \| \| 14 \| Lorraine \| 150 m \| \| \| 17 \| Theescombe \| 163 m \| \| \| \| Eastern Province Cement Company \| \| \| \| \| ehem. EPPC Branch (1927–2001) \| \| \| \| 22 \| Chelsea \| 212 m \| \| \| \| \| \| \| \| 24 \| Greenbushes \| 212 m \| \| \| 27 \| Progress \| 223 m \| \| \| 30 \| St Albans (Vaalvlei) \| 235 m \| \| \| 37 \| Geduldrivier (Gedultz River) \| 237 m \| \| \| 40 \| Witteklip \| 239 m \| \| \| 43 \| Van Stadens \| 249 m \| \| \| 44 \| Van-Stadens-Eisenbahnbrücke \| Van-Stadens-Eisenbahnbrücke \| \| \| 47 \| Sunnyside \| 255 m \| \| \| 53 \| Thornhill \| 221 m \| \| \| 59 \| Summit \| 228 m \| \| \| 67 \| Kwaaibrand \| Kwaaibrand \| \| \| 72 \| Loerie \| 30 m \| \| \| \| Ende Apple Express \| \| \| \| 76 \| Melon (Watertank) \| 7 m \| \| \| 80 \| Gamtoos \| 7 m \| \| \| \| \| \| \| \| 83 \| Togo \| 13 m \| \| \| 85 \| Bodker \| 15 m \| \| \| 90 \| Wagon Drift \| 18 m \| \| \| 92 \| Duplex \| 22 m \| \| \| 93 \| Hankey \| 22 m \| \| \| 104 \| Gonnakop \| 61 m \| \| \| 106 \| Patensie \| 55 m \| \| \| \| \| \| \| \| 81 \| Gamtoos River \| Gamtoos River \| \| \| 85 \| Mondplaas (Boschhoek) \| 92 m \| \| \| \| Kabeljousrivier \| \| \| \| 93 \| Kabeljousrivier (Kabeljaauws) \| 14 m \| \| \| 100 \| Jeffreys Bay \| 100 m \| \| \| 104 \| The Burns \| 88 m \| \| \| 108 \| Drie Werwe \| 116 m \| \| \| 113 \| Humansdorp \| 153 m \| \| \| 117 \| Kruisfontein (Corss Fountain) \| 227 m \| \| \| 124 \| Kerkplaas (Church) (Kerkplaats) \| 247 m \| \| \| 130 \| Billson (Heyns) \| 207 m \| \| \| 135 \| Howley \| 50 m \| \| \| \| Dieprivier \| \| \| \| 140 \| Salielaagte \| 204 m \| \| \| 146 \| Two Streams \| 280 m \| \| \| 153 \| Essenbos (Essenbosch) \| 267 m \| \| \| 161 \| Majoorskraal \| 189 m \| \| \| 164 \| Assegaaibos (Assegaibosch) \| 204 m \| \| \| \| Ende Betrieb außerhalb Zitrussaison \| \| \| \| 170 \| Melkhoutkraal \| 227 m \| \| \| 177 \| Jagersbos (Jagers Bosch) \| 276 m \| \| \| 183 \| Kammiebos \| 293 m \| \| \| 191 \| Kompanjiesdrif (Company's Drift) \| 363 m \| \| \| 201 \| Heights \| 533 m \| \| \| 209 \| Tweeriviere (Twee Rivieren) \| 526 m \| \| \| 214 \| Joubertina \| 544 m \| \| \| 215 \| Onzer \| Onzer \| \| \| 225 \| Krakeelrivier (Krakeel) \| 572 m \| \| \| 232 \| Louterwater \| 659 m \| \| \| \| Ende Betrieb ab 1. April 1993 \| \| \| \| 235 \| \| \| \| \| 238 \| Bruinklip \| 670 m \| \| \| 243 \| Nuweplaas (Nieueplaats) (Oudeplaats) \| 731 m \| \| \| 251 \| Misgund \| 746 m \| \| \| 256 \| Gaviota \| 774 m \| \| \| 261 \| Ongelegen \| 739 m \| \| \| 269 \| Haarlem \| 819 m \| \| \| 273 \| Siesta \| 801 m \| \| \| 285 \| Avontuur \| 871 m \| |                     |                                      |                                     |
| Betriebs-/Güterbahnhof Streckenanfang (Strecke außer Betrieb) | 0,0                 | Gqeberha (Port Elizabeth)            | 4 m                                 |
| Bahnhof (Strecke außer Betrieb) | 1,5                 | Humewood Road                        | 21 m                                |
| Haltepunkt / Haltestelle (Strecke außer Betrieb) | 4,4                 | Valley (Junction)                    | 51 m                                |
| Verschwenkung von links (Strecke außer Betrieb) · Verschwenkung von rechts (Strecke außer Betrieb) |                     | ehem. Walmer Branch (1906–1928)      | ehem. Walmer Branch (1906–1928)     |
| Strecke (außer Betrieb) · Haltepunkt / Haltestelle (Strecke außer Betrieb) | 7                   | Emerald Hill                         | 80 m                                |
| Kopfbahnhof Streckenende (Strecke außer Betrieb) · Strecke (außer Betrieb) |                     | Walmer                               | Walmer                              |
| Haltepunkt / Haltestelle (Strecke außer Betrieb) | 10                  | Bog Farm (Walmer Road)               | 116 m                               |
| Haltepunkt / Haltestelle (Strecke außer Betrieb) | 14                  | Lorraine                             | 150 m                               |
| Haltepunkt / Haltestelle (Strecke außer Betrieb) | 17                  | Theescombe                           | 163 m                               |
| Betriebs-/Güterbahnhof Streckenanfang (Strecke außer Betrieb) · Strecke (außer Betrieb) |                     | Eastern Province Cement Company      | Eastern Province Cement Company     |
| Strecke (außer Betrieb) · Strecke (außer Betrieb) |                     | ehem. EPPC Branch (1927–2001)        | ehem. EPPC Branch (1927–2001)       |
| Strecke nach links (außer Betrieb) · Abzweig geradeaus, nach rechts und von rechts (Strecke außer Betrieb) | 22                  | Chelsea                              | 212 m                               |
| Verschwenkung nach rechts (Strecke außer Betrieb) |                     |                                      |                                     |
| Haltepunkt / Haltestelle (Strecke außer Betrieb) | 24                  | Greenbushes                          | 212 m                               |
| Haltepunkt / Haltestelle (Strecke außer Betrieb) | 27                  | Progress                             | 223 m                               |
| Haltepunkt / Haltestelle (Strecke außer Betrieb) | 30                  | St Albans (Vaalvlei)                 | 235 m                               |
| Haltepunkt / Haltestelle (Strecke außer Betrieb) | 37                  | Geduldrivier (Gedultz River)         | 237 m                               |
| Haltepunkt / Haltestelle (Strecke außer Betrieb) | 40                  | Witteklip                            | 239 m                               |
| Bahnhof (Strecke außer Betrieb) | 43                  | Van Stadens                          | 249 m                               |
| Brücke über Wasserlauf (Strecke außer Betrieb) | 44                  | Van-Stadens-Eisenbahnbrücke          | Van-Stadens-Eisenbahnbrücke         |
| Haltepunkt / Haltestelle (Strecke außer Betrieb) | 47                  | Sunnyside                            | 255 m                               |
| Bahnhof (Strecke außer Betrieb) | 53                  | Thornhill                            | 221 m                               |
| Haltepunkt / Haltestelle (Strecke außer Betrieb) | 59                  | Summit                               | 228 m                               |
| Haltepunkt / Haltestelle (Strecke außer Betrieb) | 67                  | Kwaaibrand                           | Kwaaibrand                          |
| Bahnhof (Strecke außer Betrieb) | 72                  | Loerie                               | 30 m                                |
| Grenze (Strecke außer Betrieb) |                     | Ende Apple Express                   | Ende Apple Express                  |
| Haltepunkt / Haltestelle (Strecke außer Betrieb) | 76                  | Melon (Watertank)                    | 7 m                                 |
| Bahnhof (Strecke außer Betrieb) | 80                  | Gamtoos                              | 7 m                                 |
| Verschwenkung von links (Strecke außer Betrieb) · Verschwenkung von rechts (Strecke außer Betrieb) |                     |                                      |                                     |
| Haltepunkt / Haltestelle (Strecke außer Betrieb) · Strecke (außer Betrieb) | 83                  | Togo                                 | 13 m                                |
| Haltepunkt / Haltestelle (Strecke außer Betrieb) · Strecke (außer Betrieb) | 85                  | Bodker                               | 15 m                                |
| Haltepunkt / Haltestelle (Strecke außer Betrieb) · Strecke (außer Betrieb) | 90                  | Wagon Drift                          | 18 m                                |
| Haltepunkt / Haltestelle (Strecke außer Betrieb) · Strecke (außer Betrieb) | 92                  | Duplex                               | 22 m                                |
| Bahnhof (Strecke außer Betrieb) · Strecke (außer Betrieb) | 93                  | Hankey                               | 22 m                                |
| Haltepunkt / Haltestelle (Strecke außer Betrieb) · Strecke (außer Betrieb) | 104                 | Gonnakop                             | 61 m                                |
| Kopfbahnhof Streckenende (Strecke außer Betrieb) · Strecke (außer Betrieb) | 106                 | Patensie                             | 55 m                                |
| Verschwenkung nach rechts (Strecke außer Betrieb) |                     |                                      |                                     |
| Brücke über Wasserlauf (Strecke außer Betrieb) | 81                  | Gamtoos River                        | Gamtoos River                       |
| Haltepunkt / Haltestelle (Strecke außer Betrieb) | 85                  | Mondplaas (Boschhoek)                | 92 m                                |
| Brücke über Wasserlauf (Strecke außer Betrieb) |                     | Kabeljousrivier                      | Kabeljousrivier                     |
| Haltepunkt / Haltestelle (Strecke außer Betrieb) | 93                  | Kabeljousrivier (Kabeljaauws)        | 14 m                                |
| Haltepunkt / Haltestelle (Strecke außer Betrieb) | 100                 | Jeffreys Bay                         | 100 m                               |
| Haltepunkt / Haltestelle (Strecke außer Betrieb) | 104                 | The Burns                            | 88 m                                |
| Haltepunkt / Haltestelle (Strecke außer Betrieb) | 108                 | Drie Werwe                           | 116 m                               |
| Bahnhof (Strecke außer Betrieb) | 113                 | Humansdorp                           | 153 m                               |
| Haltepunkt / Haltestelle (Strecke außer Betrieb) | 117                 | Kruisfontein (Corss Fountain)        | 227 m                               |
| Haltepunkt / Haltestelle (Strecke außer Betrieb) | 124                 | Kerkplaas (Church) (Kerkplaats)      | 247 m                               |
| Haltepunkt / Haltestelle (Strecke außer Betrieb) | 130                 | Billson (Heyns)                      | 207 m                               |
| Haltepunkt / Haltestelle (Strecke außer Betrieb) | 135                 | Howley                               | 50 m                                |
| Brücke über Wasserlauf (Strecke außer Betrieb) |                     | Dieprivier                           | Dieprivier                          |
| Haltepunkt / Haltestelle (Strecke außer Betrieb) | 140                 | Salielaagte                          | 204 m                               |
| Haltepunkt / Haltestelle (Strecke außer Betrieb) | 146                 | Two Streams                          | 280 m                               |
| Haltepunkt / Haltestelle (Strecke außer Betrieb) | 153                 | Essenbos (Essenbosch)                | 267 m                               |
| Haltepunkt / Haltestelle (Strecke außer Betrieb) | 161                 | Majoorskraal                         | 189 m                               |
| Bahnhof (Strecke außer Betrieb) | 164                 | Assegaaibos (Assegaibosch)           | 204 m                               |
| Grenze (Strecke außer Betrieb) |                     | Ende Betrieb außerhalb Zitrussaison  | Ende Betrieb außerhalb Zitrussaison |
| Haltepunkt / Haltestelle (Strecke außer Betrieb) | 170                 | Melkhoutkraal                        | 227 m                               |
| Haltepunkt / Haltestelle (Strecke außer Betrieb) | 177                 | Jagersbos (Jagers Bosch)             | 276 m                               |
| Haltepunkt / Haltestelle (Strecke außer Betrieb) | 183                 | Kammiebos                            | 293 m                               |
| Haltepunkt / Haltestelle (Strecke außer Betrieb) | 191                 | Kompanjiesdrif (Company's Drift)     | 363 m                               |
| Haltepunkt / Haltestelle (Strecke außer Betrieb) | 201                 | Heights                              | 533 m                               |
| Haltepunkt / Haltestelle (Strecke außer Betrieb) | 209                 | Tweeriviere (Twee Rivieren)          | 526 m                               |
| Bahnhof (Strecke außer Betrieb) | 214                 | Joubertina                           | 544 m                               |
| Brücke über Wasserlauf (Strecke außer Betrieb) | 215                 | Onzer                                | Onzer                               |
| Haltepunkt / Haltestelle (Strecke außer Betrieb) | 225                 | Krakeelrivier (Krakeel)              | 572 m                               |
| Bahnhof (Strecke außer Betrieb) | 232                 | Louterwater                          | 659 m                               |
| Grenze (Strecke außer Betrieb) |                     | Ende Betrieb ab 1. April 1993        | Ende Betrieb ab 1. April 1993       |
| Brücke über Wasserlauf (Strecke außer Betrieb) | 235                 |                                      |                                     |
| Haltepunkt / Haltestelle (Strecke außer Betrieb) | 238                 | Bruinklip                            | 670 m                               |
| Haltepunkt / Haltestelle (Strecke außer Betrieb) | 243                 | Nuweplaas (Nieueplaats) (Oudeplaats) | 731 m                               |
| Haltepunkt / Haltestelle (Strecke außer Betrieb) | 251                 | Misgund                              | 746 m                               |
| Haltepunkt / Haltestelle (Strecke außer Betrieb) | 256                 | Gaviota                              | 774 m                               |
| Haltepunkt / Haltestelle (Strecke außer Betrieb) | 261                 | Ongelegen                            | 739 m                               |
| Haltepunkt / Haltestelle (Strecke außer Betrieb) | 269                 | Haarlem                              | 819 m                               |
| Haltepunkt / Haltestelle (Strecke außer Betrieb) | 273                 | Siesta                               | 801 m                               |
| Kopfbahnhof Streckenende (Strecke außer Betrieb) | 285                 | Avontuur                             | 871 m                               |

Mit Avontuur Railway wird eine 285 km lange Eisenbahnstrecke zwischen Gqeberha (bis 2021 Port Elizabeth) und Avontuur in Südafrika bezeichnet, deren regulärer Betrieb von der südafrikanischen Eisenbahngesellschaft Spoornet 2001 eingestellt wurde. Der Museumsbahnbetrieb mit dem Apple Express blieb bis 2011 erhalten. Bestrebungen sind im Gange, 2016 auf einem Teil der längsten 610-mm-Schmalspurstrecke der Welt die Museumszüge wieder fahren zu lassen.

## Verlauf

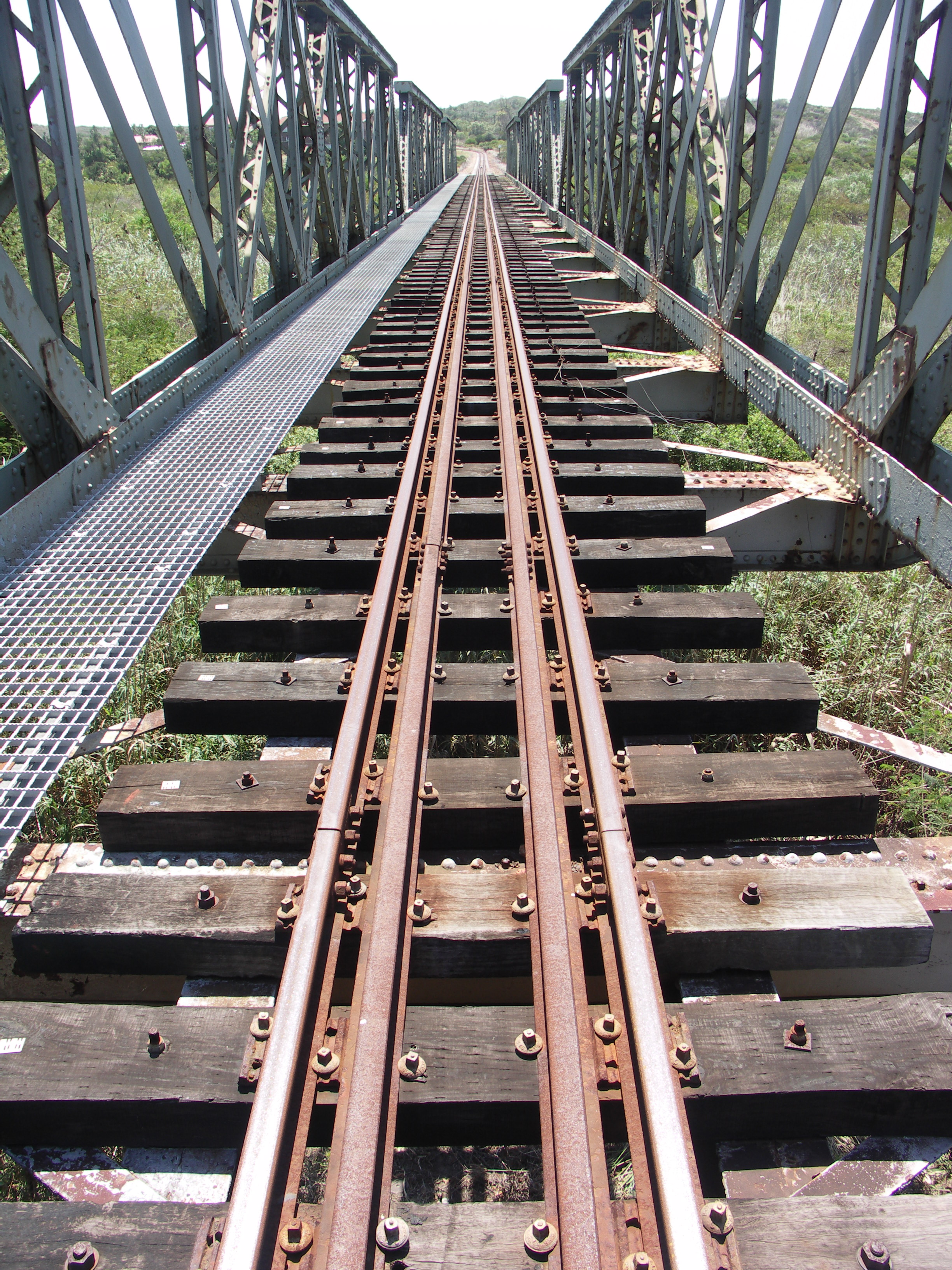
Brücke über den Kabeljousrivier

Ausgangspunkt ist der am Hafen von Gqeberha gelegene Bahnhof Humewood. Von dort aus verläuft die Strecke in westlicher Richtung durch die Vororte von Gqeberha. Nach 44 km erreicht die im Küstengebirge ansteigende Strecke die 77 m hohe Van Stadens Bridge, die als höchste Schmalspurbrücke der Welt bezeichnet wird, jedoch nur die höchste Brücke für diese Spurweite ist. Kurz darauf erreicht die Strecke am Haltepunkt Sunnyside mit 255 m Meereshöhe ihren vorläufig höchsten Punkt. Nachdem nach 53 km der Ort Thornhill passiert wurde, fällt die Strecke steil in das Tal des Gamtoos River ab, um nach 72 km den nur 30 m hoch gelegenen Ort Loerie zu erreichen, wo sich eine Drehscheibe zum Wenden der Lokomotiven befindet.
Nach dem Bahnhof Gamtoos teilt sich die Strecke. Eine Zweigstrecke biegt nach Nordwesten ab, folgt dem Gamtoos River talaufwärts und erreicht nach 26 km den Ort Patensie. Die Hauptstrecke wendet sich nach Süden, nähert sich bei Jeffreys Bay bis auf 1,5 km dem Indischen Ozean, verläuft dann immer weiter ansteigend nach Westen und erreicht bei ca. Kilometer 113 den 153 m hoch gelegenen Ort Humansdorp an der Garden Route.
Von hier an verläuft die Strecke in westnordwestlicher Richtung das fast schnurgerade Langkloof-Tal hinauf. Die Topographie innerhalb des Tals ist jedoch nicht einfach und erfordert auch hier größere Steigungen und zahlreiche enge Kurven und Kehren.
In Assegaaibos endet heute nach 164 km der regelmäßige Betrieb. Der folgende Streckenabschnitt bis Louterwater wird jedoch noch während der Zitrussaison befahren. Dabei passiert die Strecke nach 214 km Joubertina, den Hauptort des Tals.
Das Stück zwischen Louterwater und der 285 km von Gqeberha entfernten und 871 m hoch gelegene Endstation in Avontuur ist ohne Verkehr, aber noch befahrbar. In Avontuur ermöglicht ein Gleisdreieck das Wenden der Lokomotiven.

## Geschichte

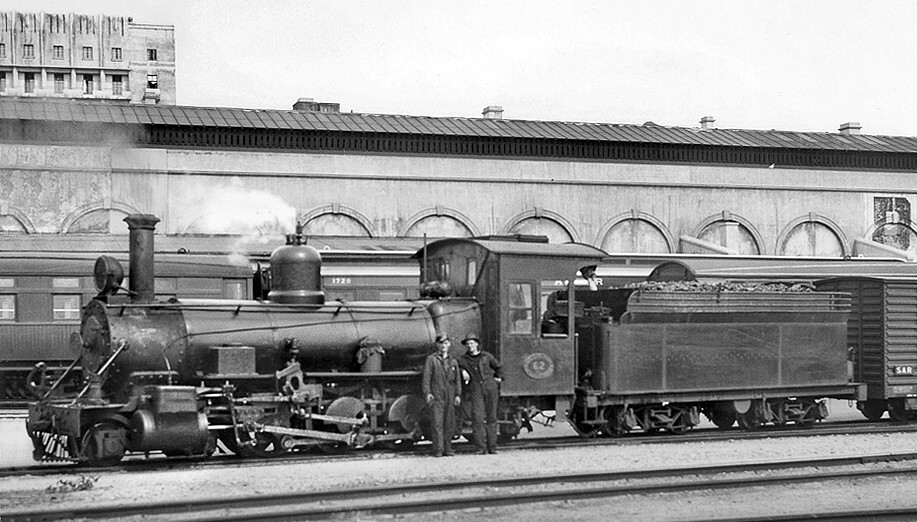
Lok der Klasse NG 10 im Bahnhof Port Elizabeth um 1930.

Die Strecke wurde zwischen 1899 und 1906 gebaut, um das Obstanbaugebiet im Langkloof-Tal mit dem Hafen von Port Elizabeth zu verbinden. Die offizielle Eröffnung fand erst 1907 statt. Die 30 km lange Zweigstrecke von Gamtoos nach Patensie folgte am 3. April 1914. Sie erschloss weitere Landwirtschaftsgebiete, aber auch Kalksteinbrüche bei Patensie, deren Material zum Zementwerk der Eastern Province Cement Company abgeführt wurde, das eine eigene Zweigstrecke hatte, die in Chelsea mit der Hauptstrecke verbunden war und bis 2001 in Betrieb war.
Bis 1928 bestand eine Zweigstrecke in Port Elizabeth, die von der Valley Junction nach Walmer führte und dem Nahverkehr diente.
Mitte der 1930er Jahre musste für einen längeren Abschnitt der Zweigstrecke nach Patensie eine neue Streckenführung gewählt werden, weil zwischen Centerton und Gonakoop Auswaschungen des Gamtoos River die Strecke immer wieder unterbrochen hatten. Die neue Trasse umgeht die Problemzone, indem sie mit einer großen Steigung aus dem Tal herausführt und danach mit großem Gefälle zur ursprünglichen Trasse zurückführt.
Da die Züge vor allem Äpfel transportierten, hat sich der Name Apple Express eingebürgert, unter dem auch heute noch Touristenzüge fahren. Im Hafen konnte das Obst direkt von den Schmalspurwagen auf die Schiffe verladen werden, so dass ein Nachteil von Schmalspurstrecken – die Notwendigkeit des Umladens auf Normalspur (bzw. in diesem Fall Kapspur) – bei dieser Strecke keine Rolle gespielt hat.
Seit den 1960er Jahren wurden die Züge von Lokomotiven der Klassen NG 15 und NGG 13/16 gezogen, bei denen es sich um die weltweit größten und leistungsfähigsten Dampflokomotiven für die 610-mm-Spur handelt. Ende der 1970er Jahre übernahmen Diesellokomotiven der Klasse 91 die schwereren Züge, und die Garratt-Lokomotiven der Klassen NGG 13 und 16 wurden größtenteils auf andere Strecken verlegt. Die NG 15 blieben jedoch ausnahmslos auf der Avontuur Railway, bis sie Ende der 1980er Jahre nach und nach aus dem Dienst genommen wurden.

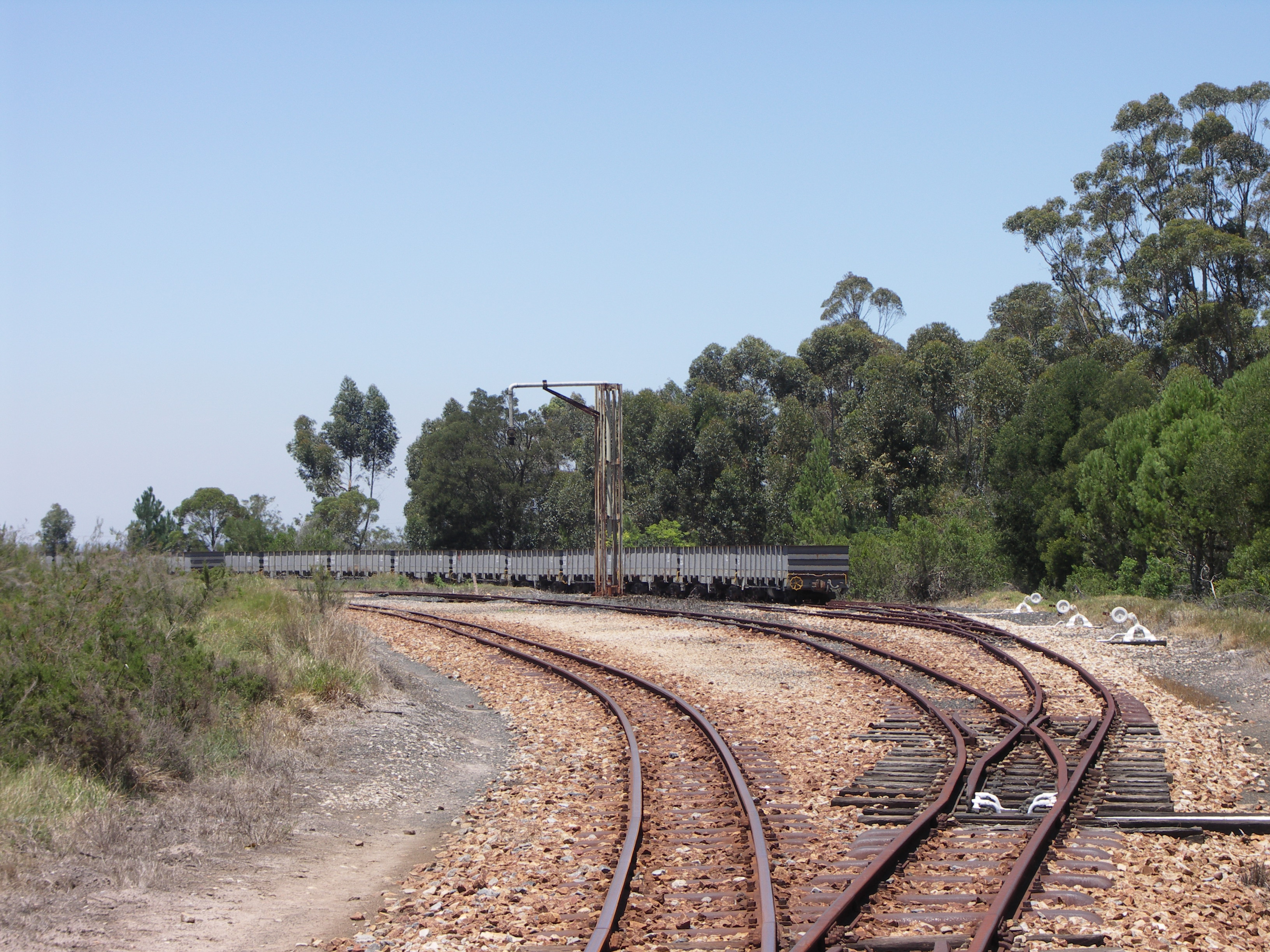
Station Van Stadens

Mitte der 1990er Jahre wurden die Obstzüge eingestellt und durch Lkw ersetzt, die meist direkt nach Kapstadt fuhren. Dies bedeutete die Einstellung des regelmäßigen Betriebs auf dem größten Teil der Strecke. Touristenzüge verkehren jedoch weiterhin zwischen Port Elisabeth und Thornhill oder Loerie, manchmal auch nur bis zur Van Stadens Brücke, selten auch noch weiter. Hierfür stehen je eine Dampflokomotive der Klassen NG 15 und NGG 16 zur Verfügung; wegen der Gefahr von Buschfeuern dürfen diese jedoch nur außerhalb der Trockenzeit eingesetzt werden. Güterzüge fahren (Stand 2006) nicht täglich, aber doch mehrmals pro Woche. Das wichtigste Ladegut ist Holz, das z. B. in Louterwater, Assegaaibos und Humansdorp verladen wird.
Seit 1980 findet mit Unterbrechungen jährlich das sogenannte Great Train Race statt, bei dem zwischen Port Elizabeth und Loerie Gruppen von Sportlern gegen einen Dampfzug antreten. Die Strecke ist so gewählt, dass tatsächlich offen ist, ob der Zug oder die Läufer gewinnen. Die Spitzenlauf- bzw. Fahrzeiten liegen bei etwa 3:45 Stunden. Die mit den Dieselloks der Klasse 91 bespannten Güterzüge benötigen von Port Elizabeth bis Loerie etwa 3:30 Stunden.

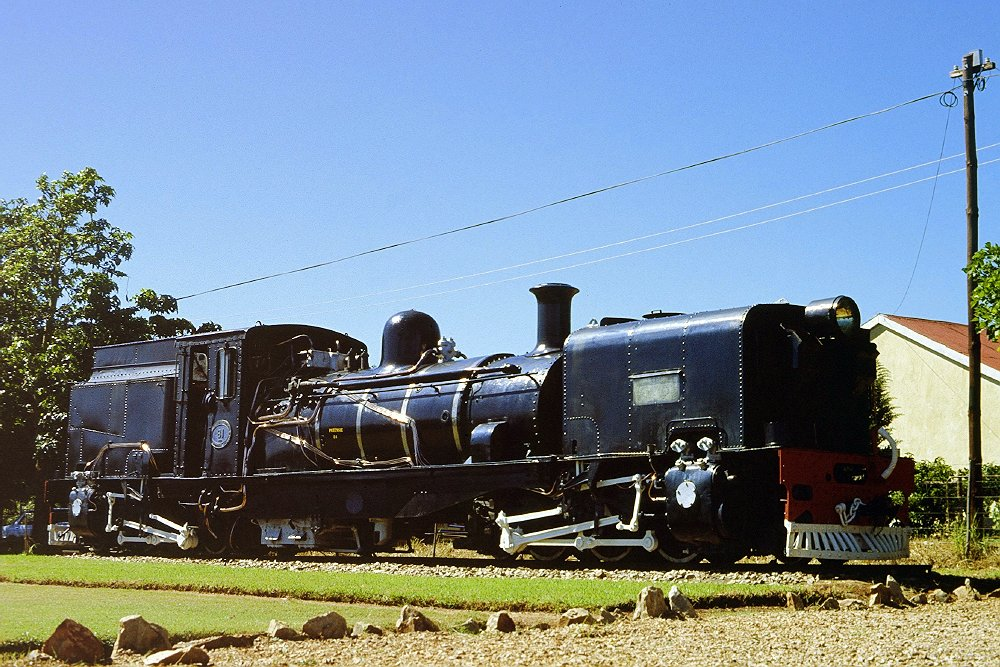
NGG 13 mit der Nummer 81 als Lokdenkmal in Patensie, April 1985

Im September 2005 erreichte nach einer mehrtägigen Fahrt erstmals nach 10 Jahren wieder ein von einer Dampflokomotive gezogener Zug den Endbahnhof in Avontuur. Die als Avontuur Adventurer bezeichnete Aktion war als publikumswirksame Werbung für eine Wiedereröffnung der gesamten Strecke gedacht. Tatsächlich gibt es Überlegungen in diese Richtung, und weil sich ein Betrieb nur für Touristen nicht lohnt, wird auch über eine Wiederaufnahme des Güterverkehrs oder sogar eines planmäßigen Personenverkehrs nachgedacht.
An den Bahnhöfen der Strecke sind mehrere Dampflokomotiven als Denkmalloks aufgestellt: je eine NGG 13 in Patensie und Joubertina sowie eine NG 15 in Avontuur.